# Ochridské jezero
Ochridské jezero (řidčeji Pogradecké jezero, makedonsky Охридско Езеро, albánsky Liqeni i Ohrit) je jezero na hranicích Severní Makedonie a Albánie (kraj Korçë) na Balkánském poloostrově. Nachází se v mezihorské tektonické kotlině. Vzniklo před 3 až 4 miliony let. Pojmenované je podle města Ochrid. Východní a západní břehy jsou strmé a členité, zatímco severní a jižní jsou mírné a pozvolné. Má rozlohu 348 km². Je 30 km dlouhé a maximálně 15 km široké. Dosahuje maximální hloubky 285 m. Leží v nadmořské výšce 695 m. Hornatý terén v okolí a uzavřenost vodního systému jezera stejně jako jeho hloubka a stálost v čase napomohly rozvoji jedinečných ekosystémů až s 200 endemickými druhy. Celé jezero a okolní krajina jsou od roku zapsány na seznamu světového dědictví UNESCO pod názvem „Přírodní a kulturní dědictví ochridského regionu“. Nejprve byla v roce 1979 zapsána makedonská část a v roce 2019 i albánská část jezera.

## Vodní režim
Voda přitéká do jezera podzemní řekou přes krasové dutiny v pohoří Galičica z výše položeného Prespanského jezera. U města Struga odtéká řeka Černý Drin do Jaderského moře. K vzestupu hladiny dochází vždy na jaře a na podzim.

## Vlastnosti vody
Voda v jezeře je průzračně čistá (viditelnost do 22 m hloubky). Teplota vody v létě dosahuje 18 až 24 °С.

## Fauna
Na jezeře je rozšířené rybářství. Žijí zde kapři, pstruzi (endemické druhy letnica a belvica), úhoři.

## Osídlení pobřeží
Na severomakedonském pobřeží leží od severozápadu k jihu postupně vesnice Radožda, Kališta, známá města Struga a Ochrid, vesnice Peštani, Sveta Bogorodica, Sveti Zaum, Ljubaništa, Sveti Naum. Na albánském břehu to jsou od jihu k severu město Pogradec, vesnice Hudënisht, Lin. Na jezeře je rozvinutá místní lodní doprava.

## Zajímavosti
V roce 2010 podle něj NASA pojmenovala jezero na Saturnově měsíci Titanu.